# Pat Saiki

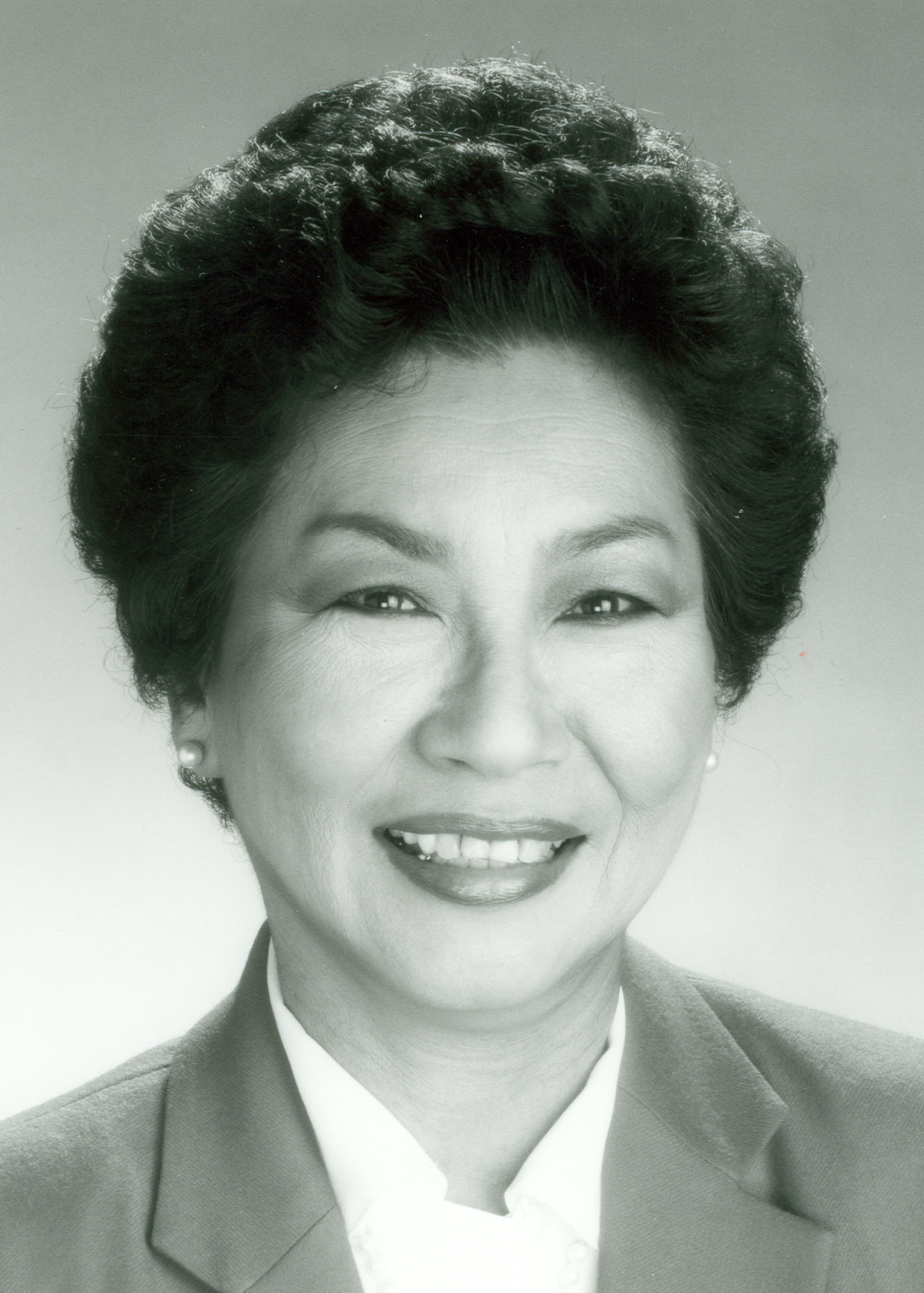
Pat Saiki

Patricia Fukuda „Pat“ Saiki (* 28. Mai 1930 in Hilo, Hawaii) ist eine ehemalige US-amerikanische Politikerin. Zwischen 1987 und 1991 vertrat sie den ersten Wahlbezirk des Bundesstaats Hawaii im US-Repräsentantenhaus.

## Frühe Jahre und politischer Aufstieg
Pat Saiki besuchte bis 1948 die Hilo High School und studierte dann bis 1952 an der University of Hawaii. Danach arbeitete sie als Lehrerin und Geschäftsfrau. Sie wurde Mitglied der Republikanischen Partei. Von 1968 bis 1974 war sie Abgeordnete im Repräsentantenhaus von Hawaii und zwischen 1974 und 1982 gehörte sie dem Staatssenat an. Nach dem Rücktritt des Kongressabgeordneten Cecil Heftel kandidierte sie 1986 bei einer Nachwahl erfolglos um dessen Sitz im Kongress, der an Neil Abercrombie ging.

## Kongressabgeordnete
Bei den regulären Kongresswahlen dieses Jahres kandidierte Saiki erfolgreich im ersten Wahlbezirk von Hawaii gegen Abercrombie. Nach einer Wiederwahl im Jahr 1988 konnte sie dieses Mandat zwischen dem 3. Januar 1987 und dem 3. Januar 1991 ausüben. Im Jahr 1990 kandidierte sie nicht mehr für das US-Repräsentantenhaus. Dort fiel ihr Sitz wieder an Neil Abercrombie von der Demokratischen Partei. Stattdessen bewarb sie sich erfolglos um einen Sitz im US-Senat. In diesen Wahlen unterlag sie mit 44,6 % der Stimmen gegen Amtsinhaber Daniel Akaka.
Bis 2010 war Pat Saiki die einzige Hausabgeordnete der Republikaner aus Hawaii geblieben; von Mai 2010 bis Januar 2011 saß mit Charles Djou der bisher einzige andere Republikaner aus Hawaii im Repräsentantenhaus. Ansonsten waren seit 1959, als Hawaii ein Bundesstaat der Vereinigten Staaten wurde, alle Kongressabgeordneten inklusive der Senatoren (bis auf Hiram Fong) Mitglieder der Demokratischen Partei. Zwischen 1991 und 1993 war Saiki unter Präsident George Bush Leiterin der Small Business Administration. Im Jahr 1994 kandidierte sie erfolglos als Kandidatin ihrer Partei für das Amt des Gouverneurs von Hawaii.